# Chris Simboli
Chris Simboli (ur. 18 września 1962 w Ottawie) – kanadyjski narciarz, specjalista narciarstwa dowolnego. Zdobył złoty medal w kombinacji podczas mistrzostw świata w Oberjoch. Nigdy nie startował na igrzyskach olimpijskich. Najlepsze wyniki w Pucharze Świata osiągnął w sezonie 1988/1989, kiedy to triumfował w klasyfikacji generalnej i klasyfikacji kombinacji. W sezonie 1985/1986 był drugi w klasyfikacji generalnej i klasyfikacji kombinacji, a w sezonie 1984/1985 drugi w klasyfikacji kombinacji i trzeci w klasyfikacji generalnej. Ponadto w klasyfikacji generalnej w sezonie 1987/1988 był drugi, a w sezonie 1986/1987 trzeci.
W 1989 r. zakończył karierę.

## Osiągnięcia

### Mistrzostwa świata
| Miejsce | Dzień    | Rok  | Miejscowość | Konkurencja        | Zwycięzca          |
| ------- | -------- | ---- | ----------- | ------------------ | ------------------ |
| 45.     | 2 lutego | 1986 | Tignes      | Jazda po muldach   | Éric Berthon       |
| 8.      | 4 lutego | 1986 | Tignes      | Skoki akrobatyczne | Lloyd Langlois     |
| 5.      | 6 lutego | 1986 | Tignes      | Kombinacja         | Alain LaRoche      |
| 15.     | 6 lutego | 1986 | Tignes      | Balet narciarski   | Richard Schabl     |
| 8.      | 1 marca  | 1989 | Oberjoch    | Balet narciarski   | Hermann Reitberger |
| 21.     | 3 marca  | 1989 | Oberjoch    | Jazda po muldach   | Edgar Grospiron    |
| 8.      | 5 marca  | 1989 | Oberjoch    | Skoki akrobatyczne | Lloyd Langlois     |
| 1.      | 5 marca  | 1989 | Oberjoch    | Kombinacja         | –                  |

### Puchar Świata

#### Miejsca w klasyfikacji generalnej
- sezon 1983/1984: 6.
- sezon 1984/1985: 3.
- sezon 1985/1986: 2.
- sezon 1986/1987: 3.
- sezon 1987/1988: 2.
- sezon 1988/1989: 1.

#### Miejsca na podium
1. Campitello Matese – 12 marca 1984 (Skoki akrobatyczne) – 3. miejsce
2. Tignes – 29 marca 1984 (Skoki akrobatyczne) – 3. miejsce
3. Tignes – 29 marca 1984 (Kombinacja) – 2. miejsce
4. Mont Gabriel – 12 stycznia 1985 (Balet narciarski) – 3. miejsce
5. Lake Placid – 20 stycznia 1985 (Kombinacja) – 2. miejsce
6. Breckenridge – 27 stycznia 1985 (Kombinacja) – 2. miejsce
7. La Sauze – 1 lutego 1985 (Balet narciarski) – 3. miejsce
8. Kranjska Gora – 20 lutego 1985 (Balet narciarski) – 3. miejsce
9. Kranjska Gora – 21 lutego 1985 (Skoki akrobatyczne) – 3. miejsce
10. Oberjoch – 1 marca 1985 (Balet narciarski) – 3. miejsce
11. Oberjoch – 3 marca 1985 (Kombinacja) – 3. miejsce
12. Pila – 12 marca 1985 (Kombinacja) – 2. miejsce
13. Sälen – 23 marca 1985 (Skoki akrobatyczne) – 2. miejsce
14. Sälen – 24 marca 1985 (Skoki akrobatyczne) – 3. miejsce
15. Mont Gabriel – 12 stycznia 1986 (Kombinacja) – 2. miejsce
16. Lake Placid – 19 stycznia 1986 (Skoki akrobatyczne) – 3. miejsce
17. Oberjoch – 2 marca 1986 (Kombinacja) – 2. miejsce
18. Voss – 9 marca 1986 (Kombinacja) – 1. miejsce
19. Tignes – 12 grudnia 1986 (Kombinacja) – 3. miejsce
20. Lake Placid – 22 stycznia 1987 (Balet narciarski) – 3. miejsce
21. Lake Placid – 22 stycznia 1987 (Kombinacja) – 2. miejsce
22. Breckenridge – 24 stycznia 1987 (Kombinacja) – 3. miejsce
23. Calgary – 31 stycznia 1987 (Balet narciarski) – 2. miejsce
24. Oberjoch – 8 marca 1987 (Kombinacja) – 3. miejsce
25. Tignes – 13 grudnia 1987 (Kombinacja) – 3. miejsce
26. La Plagne – 20 grudnia 1987 (Kombinacja) – 3. miejsce
27. Lake Placid – 17 stycznia 1988 (Kombinacja) – 3. miejsce
28. Breckenridge – 24 stycznia 1988 (Kombinacja) – 3. miejsce
29. Oberjoch – 4 marca 1988 (Balet narciarski) – 3. miejsce
30. Oberjoch – 6 marca 1988 (Kombinacja) – 1. miejsce
31. La Clusaz – 12 marca 1988 (Kombinacja) – 3. miejsce
32. Hasliberg – 20 marca 1988 (Kombinacja) – 1. miejsce
33. Tignes – 11 grudnia 1988 (Kombinacja) – 3. miejsce
34. Mont Gabriel – 8 stycznia 1989 (Kombinacja) – 2. miejsce
35. Lake Placid – 15 stycznia 1989 (Kombinacja) – 2. miejsce
36. Calgary – 22 stycznia 1989 (Kombinacja) – 2. miejsce
37. Breckenridge – 27 stycznia 1989 (Balet narciarski) – 3. miejsce
38. Breckenridge – 29 stycznia 1989 (Kombinacja) – 2. miejsce
39. La Clusaz – 12 lutego 1989 (Kombinacja) – 2. miejsce
40. Voss – 12 marca 1989 (Kombinacja) – 2. miejsce
41. Åre – 18 marca 1989 (Kombinacja) – 3. miejsce

- W sumie 3 zwycięstwa, 15 drugich i 23 trzecie miejsca.